# ZNKR Seitei Iaidó Kata
ZNKR Seitei Iaidó Kata (japonsky 全日本剣道連盟 制定 居合道 形)  (známo také pod pojmy seitei, či seitei iai) je oficiální systém iaidó Celojaponské kendó federace All Japan Kendo Federation (AJKF, Zen Nippon Kendo Renmei 全日本剣道連盟 nebo ZNKR).
Jeho cílem je snazší přiblížení iaidó široké veřejnosti a jedná se pouze o jeho základy, obecně je chápan jako základ před studiem korjú. V tuto dobu obsahuje tato škola celkem 12 kata iai, které představují základ pro cvičení iaido. Škola Seitei Iai je rovněž standardem pro soutěž v iaidó.

## Historie ZNKR Seitei Iaidó Kata
V roce 1966 proběhlo v Ósace 1. Iaidó Taikai a bylo rozhodnuto, že pro lidi cvičící Kendó bude utvořen zjednodušený systém výuky Iaidó. Tento systém byl nazván ZNKR Seitei Iaidó Kata. Sestavování Seitei Iai byli za Kendó přítomni TOUNO Hashimori, TAMARI Yoshiaki, SATO Akira a tehdejší předseda ZNKR Ótani Kazuno a zástupci starých škol iaidó:
MUTÓ Shuzó, TERAI Tomotaka(oba Hasegawa Eišin rjú - 長谷川英信流), YOSHIZAWA Kazuki, SAWAYAMA Shúzó(oba Hóki rjú - 伯耆流 nebo 片山伯耆流 Katajama Hóki rjú), MASAOKA Itsumi, YAMAMOTO Harusuke(oba Musó Džikiden Eišin rjú 無双直伝英信流), SUETSUGU Tomezó, KANIMOTO Éiči, MATSUMATA Toširó, DANZAKI Tomoaki, YAMATSUTA Júikiči, NUKATA Osa, Ómura Tadatsugu(všichni Musó Šinden rjú - 夢想神伝流).
Z jednání vzešly 3 základní podmínky pro sestavení Seitei Iai:
1. Systém bude zahrnovat pouze základní techniky Iai
2. Suwari Waza a Tači Waza budou zastoupeny ve stejném poměru
3. Systém bude zahrnovat 7 kata

Motto celého jednání bylo: „Není důležité, aby byly zastoupeny všechny školy Iai, ale důležitý je nový přístup.“ Na základě tohoto přístupu a výše zmíněných bodů došlo k výběru následujících technik: Nukicuke No Joko Ičimondži Giri (horizontální sek s vytasením meče), Todome No Tate Ičimondži Giri (vertikální sek od hlavy do pasu), Naname No Kesa Giri (diagonální sek zleva doprava - po lemu kimona), Gjaku Naname No Giri (Kaešigata - obranná technika, sek provedený po odvrácení seku), Gekitocu No Ittó (bodnutí).
V původní pojetí tedy šlo o 3x Suwariwaza kata (kata začínající ze sedu), 1x Tačihiza kata (kata začínající z kleku) a 3x Tačiwaza kata (kata začínající v postoji).
První veřejné představení nově vzniklého výukového systému Seitei Iai proběhlo 1. dubna 1969 v areálu Butokuden, který se nachází ve městě Kyoto a jeho prezentace se ujal KANIMOTO Eichi. Od tohoto dne začala platit pravidla pro výuku Seitei Iai.
Roku 1980 byly přidány další 3 Tačiwaza kata.
Roku 1988 došlo k pozměnění pravidel pro závodníky i rozhodčí.
Roku 2000 byly přidány další 2 Tačiwaza kata.
Dnes je Seitei Iai šířeno a cvičeno po celém světě. V Evropě je pravidelně pořádána soutěž Mistrovství Evropy iaidó.

## Seznam 12 ZNKR Seitei Iaidó Kata
skupina Seiza no bu (kata ze sedu)
1.Ipponme Mae (一本目 前, Ipponme Mae) - tasení a sek na soupeře sedícího vpředu
2.Nihonme Uširo (二本目 後ろ, Uširo) - otočení s tasením a sek soupeře sedící za zády
3.Sanbonme Uke nagaši (三本目 受け流し, Ukenagashi) - odražení seku na hlavu a sek soupeře, který utočí z boku
skupina Iai hiza no bu (kata z kleku)
4.Jonhonme Cuka ate (四本目 柄当て, Cuka-ate) - úder koncem rukojeti meče na soupeře zpředu bodnutí soupeře za zády a sek udeřeného soupeře
skupina Tači iai no bu (kata ve stoje)
5.Gohonme Kesa giri (五本目 袈裟切り, Kesagiri) - seknutí dle lemu kabátu kimona soupeře útočícího zepředu
6.Ropponme Morote cuki (六本目 諸手突き, Morote-zuki) - bodnutí oběma rukama
7.Nanahonme Sanpo giri (七本目 三方切り, Sanpōgiri) - seknutí do tří směrů
8.Happonme Ganmen ate (八本目 顔面当て, Ganmen-ate) - úder tsukou do obličeje
9.Kjúhonme Soete cuki (九本目 添え手突き, Soete-zuki) - bodnutí soupeře spojenýma rukama
10.Džúhonme Šihó giri (十本目 四方切り, Shihōgiri) - seknutí do čtyř směrů
11.Džúipponme Só giri (十一本目 総切り, Sōgiri) - kryt a postupné seky na soupeře útočícího zepředu
12.Džúnihonme Nuki uči (十二本目 抜き打ち, Nukiuči) - vytažení s uhnutím seku a seknutí soupeře